# Altoona (Alabama)
Pour les articles homonymes, voir Altoona.
Altoona est une ville américaine située à cheval sur deux comtés, le Comté d'Etowah et le Comté de Blount, dans l'État de l'Alabama.
Au recensement de 2000, la population s'élevait à 984 personnes. Une baisse démographique est constatée avec les résultats des recensements de l'an 2005 : 970 personnes et de 2007 : 966 habitants.
Le Bureau du recensement des États-Unis indique une superficie de 9,9 km2 pour Altoona.

## Démographie
| 1910  | 1920  | 1930  | 1940 | 1950 | 1960 | 1970 | 1980 |
| ----- | ----- | ----- | ---- | ---- | ---- | ---- | ---- |
| 1 071 | 1 078 | 1 098 | 995  | 860  | 744  | 781  | 928  |

| 1990 | 2000  | 2010 | - | - | - | - | - |
| ---- | ----- | ---- | - | - | - | - | - |
| 960  | 1 025 | 933  | - | - | - | - | - |

## Source
- (en) Cet article est partiellement ou en totalité issu de l’article de Wikipédia en anglais intitulé « Altoona, Alabama » (voir la liste des auteurs).